# 足洗邸

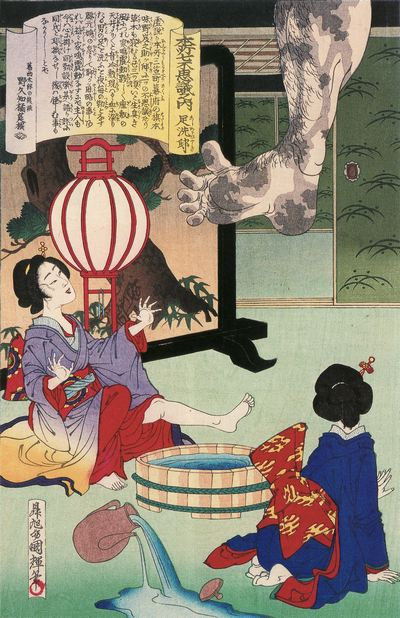
『本所七不思議之内 足洗邸』 歌川国輝・画

足洗邸（あしあらいやしき）は、本所（東京都墨田区）を舞台とした本所七不思議と呼ばれる奇談・怪談の1つ。

## 概要
江戸時代の本所三笠町（現・墨田区亀沢）に所在した味野岌之助という旗本の上屋敷でのこと。屋敷では毎晩、天井裏からもの凄い音がした挙げ句、「足を洗え」という声が響き、同時に天井をバリバリと突き破って剛毛に覆われた巨大な足が降りてくる。家人が言われたとおりに洗ってやると天井裏に消えていくが、それは毎晩繰り返され、洗わないでいると足の主は怒って家中の天井を踏み抜いて暴れる。あまりの怪奇現象にたまりかねた味野が同僚の旗本にことを話すと、同僚は大変興味を持ち、上意の許を得て上屋敷を交換した。ところが同僚が移り住んだところ、足は二度と現れなかったという。
なお怪談中にある大足の怪物の台詞が「あらえ」、怪談の名称が「あらい」であるのは、江戸言葉特有の「え」「い」の混同によるものと指摘されている。

## 類話
本所七不思議の一つ・置行堀の正体がタヌキであり、そのタヌキが足洗邸に類似した怪異を起こしたという話がある。1765年（明和2年）、置行堀のタヌキが人に捕えられて懲らしめられ、瀕死の重傷を負っていた。偶然通りかかった小宮山左善という者が哀れに思い、彼らに金を与えてタヌキに逃がした。その夜、タヌキが女の姿に化けて左善の枕元に現れ、左善の下女が悪事を企んでいると忠告して姿を消した。しばらく後、左善は下女の恋人の浪人者に殺害されてしまった。数日後、左善の一人息子の膳一のもとにタヌキが現れ、真相を教えた。膳一は仇討ちを挑むが、敵は強く、逆に追いつめられてしまった。そこへ、タヌキが左善の姿に化けて助太刀し、膳一は仇を討つことができた。以来、家に凶事が起る際には前触れとして、天井から足が突き出すようになったという。

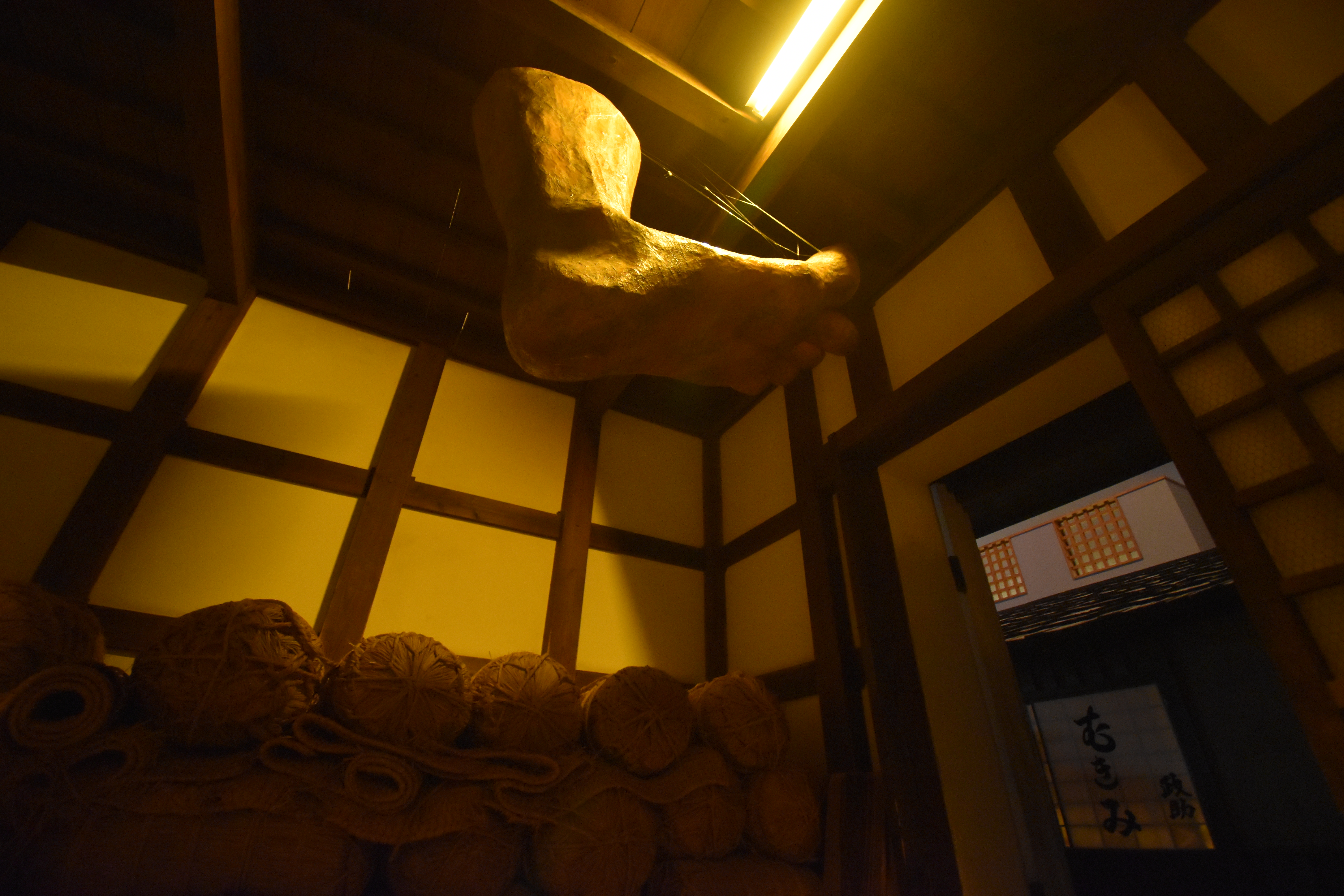
深川江戸資料館「お化けの棲家」の蔵の大足

また、嘉永年間に六番町に住んでいた御手洗主計という旗本の家でも「蔵の大足」または「御手洗氏の足洗い」といって同様の怪異が起きたといわれる。雑物庫の戸がひとりでに開いて巨大な右足が現れ、これを洗ってやると今度は左足が現れる。両足とも洗い終えると足が引っ込んで戸が閉まるというものだった。大足を退治するべく刀で斬りつけても煙を斬るように効果がなく、祈祷で追い払おうものなら大足が暴れ回って祈祷者を踏みにじり、雑物庫の中を滅茶苦茶に暴れ回って中の品物を壊す有様だった。しかしこの大足は迷惑がられるどころか、以前に雑物庫に忍び込んだ泥棒を踏みつけて捕まえたことがあり、御手洗家ではこの足を家宝の守護者として「ご隠居」と呼び、家の大事なものはすべてその雑物庫にしまっていた。いつしか、女性が洗わないと足は引っ込まないようになったが、主計がこの仕事のために女を雇っても、すぐに嫌がって仕事を辞めてしまった。この怪異は明治時代前期まで言い伝えられ、やまと新聞の1887年（明治20年）4月29日付の記事でも報じられた。